# Un disco per l'estate
Un disco per l'estate è stata una manifestazione canora radiotelevisiva italiana svoltasi in maniera non continuativa dal 1964 al 2003. La manifestazione era anche nota come Saint-Vincent Estate.

## Storia
La manifestazione nasce dall'idea dell'A.F.I. di promuovere il mercato discografico estivo con un festival che presentasse le novità delle varie etichette, allo stesso modo di quello che era il Festival di Sanremo per il mercato invernale.
La realizzazione della prima edizione (e di quelle seguenti) fu realizzata dall'A.F.I. in collaborazione con la RAI, che si occupò della messa in onda.
Fino al 1975 la manifestazione - che giunse ad essere trasmessa anche in Eurovisione - si svolgeva annualmente sotto forma di gara suddivisa in due fasi: una prima fase eliminatoria radiofonica e una fase finale televisiva; nel 1981, dopo cinque anni in cui la competizione è stata annullata (successivamente avverrà solo nel 1982, 1990 e 1991), è stata ripresa con modalità diverse, cioè con la creazione di una sezione fuori concorso, destinata ai big, e di una sezione giovani con gara e premiazione: solo in poche edizioni la sezione big avrebbe ancora avuto il suo vincitore, anche se invero nel 1992, 1998 e 1999 sarebbe tornata ad esserci un'unica sezione.
Limitatamente alla prima edizione, il concorso proseguì dopo le tre serate di Saint-Vincent e si concluse il 24 ottobre con una classifica aggiornata con il riscontro delle vendite dei dischi. Dalla successiva edizione, la manifestazione premiava i vincitori, intorno alla metà di giugno, al termine di tre serate (due semifinali e una finale), e successivamente le canzoni finaliste tornavano in onda alla radio fino a settembre nel programma Vetrina di un disco per l'estate. Il concorso fu indetto dalla RAI su richiesta delle case discografiche per incentivare anche nel periodo estivo la vendita del 45 giri, formato che conobbe in quegli anni il massimo delle vendite di pezzi.
Esclusivamente dal 1995 al 2001, la manifestazione è andata in onda su Canale 5.

## Regolamento
Pur cambiando nei dettagli, dal 1964 al 1975 il regolamento prevedeva che ogni casa discografica italiana inviasse alla RAI (a seconda dell'importanza del catalogo della casa e del suo fatturato) uno, due o tre brani inediti di autore italiano. Si arrivava così a una prima selezione di cinquanta-sessanta canzoni (minimo 42 nel 1964, record 64 nel 1972), che per circa due mesi venivano trasmesse a rotazione in apposite "vetrine" radiofoniche che andavano in onda più volte al giorno nei due mesi precedenti la finale.
Le canzoni erano votate dagli ascoltatori con apposite cartoline-voto e più avanti anche da apposite giurie. Si sceglievano così le canzoni finaliste (14 nella prima edizione, da 20 a 28 in quelle successive), che sarebbero state eseguite dai rispettivi interpreti in due serate eliminatorie e una finale trasmesse in televisione dal Salone del Casino de la Vallée di Saint-Vincent.

## Albo d'oro
| - 1964: Los Marcellos Ferial - Sei diventata nera - 1965: Orietta Berti - Tu sei quello - 1966: Fred Bongusto - Prima c'eri tu - 1967: Jimmy Fontana - La mia serenata - 1968: Riccardo Del Turco - Luglio - 1969: Al Bano - Pensando a te - 1970: Renato dei Profeti - Lady Barbara - 1971: Mino Reitano - Era il tempo delle more - 1972: Gianni Nazzaro - Quanto è bella lei - 1973: I Camaleonti - Perché ti amo - 1974: Gianni Nazzaro - Questo sì che è amore - 1975: Il Guardiano del Faro - Amore grande amore libero - 1976-1980: non c'è gara - 1981: - Sezione Big: i Big partecipano solo come ospiti - Sezione Giovani: Franco Dani - Piccolo amore mio - 1982: non c'è gara - 1983: - Sezione Big: i Big partecipano solo come ospiti - Sezione Giovani: Giampiero Artegiani - Il sogno di un buffone - 1984: - Sezione Big: Tony Esposito - Kalimba de luna - Sezione Giovani: Roberta Voltolini - Stella - 1985: - Sezione Big: Tony Esposito - As Tu As - Sezione Giovani: Lu Colombo - Rimini Ouagadougou - 1986: - Sezione Big: i Big partecipano solo come ospiti - Sezione Giovani: Lena Biolcati - Io donna anch'io - 1987: - Sezione Big: Luca Barbarossa - Roberto - Sezione Giovani: Aleandro Baldi - La curva dei sorrisi - 1988: - Sezione Big: Fiorella Mannoia - Il tempo non torna più - Sezione Giovani: Jo Chiarello - Come nasce un nuovo amore | - 1989: - Sezione Big: i Big partecipano solo come ospiti - Sezione Giovani: Santandrea - Un'arancia Francesco Baccini - Figlio unico - 1990-1991: non c'è gara - 1992: Aleandro Baldi - Il sole - 1993: - Sezione Big: i Big partecipano solo come ospiti - Sezione Giovani: Bungaro - Persi per amore - 1994: - Sezione Big: i Big partecipano solo come ospiti - Sezione Giovani: 883 e Nikki - L'ultimo bicchiere - 1995: - Sezione Big: i Big partecipano solo come ospiti - Sezione Giovani: Articolo 31 - Maria Maria - 1996: - Sezione Big: Massimo Di Cataldo - Con il cuore - Sezione Giovani: Cattivi Pensieri - Emozione - 1997: - Sezione Big: Marina Rei - Primavera - Sezione Giovani: Gemini - Sento che ci sei - 1998: Niccolò Fabi e Max Gazzè - Vento d'estate - 1999: Neja - The Game - 2000: - Sezione Big: Paola & Chiara - Vamos a bailar (esta vida nueva) - Sezione Giovani: Mariadele - So ancora di te - 2001: - Sezione Big: Spagna - Quella carezza della sera - Sezione Giovani: Paolo Meneguzzi - Mi sei mancata - 2002: - Sezione Big: i Big partecipano solo come ospiti - Sezione Giovani: Simone Patrizi - L'onda - Sezione Giovani: Federico Stragà - Il coccodrillo vegetariano - 2003: - Sezione Big: i Big partecipano solo come ospiti - Sezione Giovani: B-nario - Meglio da soli |

## Conduttori
- 1964: Pippo Baudo - Brunella Tocci
- 1965: Mike Bongiorno - Renata Mauro
- 1966: Corrado - Mascia Cantoni - Nicoletta Orsomando
- 1967: Rossano Brazzi - Enzo Tortora - Gabriella Farinon
- 1968: Pippo Baudo - Gabriella Farinon
- 1969: Pippo Baudo - Gabriella Farinon
- 1970: Corrado - Gabriella Farinon
- 1971: Mike Bongiorno - Gabriella Farinon
- 1972: Corrado - Gabriella Farinon
- 1973: Corrado - Gabriella Farinon
- 1974: Corrado - Gabriella Farinon
- 1975: Corrado - Gabriella Farinon
- 1976: Pippo Franco - Manuela Vargas
- 1977: Pippo Franco - Isabella Biagini - Franco Franchi - Oreste Lionello
- 1978: Pippo Franco - Laura Troschel
- 1979: I Gatti di Vicolo Miracoli
- 1980: Jocelyn
- 1981: Gianni Morandi - Barbara D'Urso
- 1982: Memo Remigi - Carole André
- 1983: Eleonora Giorgi - Jocelyn
- 1984: Barbara Bouchet - Jocelyn - Anna Pettinelli - Mauro Micheloni
- 1985: Anna Pettinelli - Mauro Micheloni - Sergio Mancinelli
- 1986: Eleonora Brigliadori - Pippo Baudo - Lorella Cuccarini
- 1987: Carlo Massarini - Loretta Goggi
- 1988: Carlo Massarini - Lino e Rosanna Banfi
- 1989: Fabrizio Frizzi - Heather Parisi - Giancarlo Magalli
- 1990: Fabrizio Frizzi
- 1991: Raffaella Carrà
- 1992: Pippo Baudo - Clarissa Burt
- 1993: Pippo Baudo - Clarissa Burt
- 1994: Claudio Cecchetto - Martina Colombari - Arianna David - Cecilia Luci
- 1995: Gigi Sabani - Paola Barale
- 1996: Fiorello - Paola Barale
- 1997: Paolo Bonolis - Renato Zero
- 1998: Paolo Bonolis - Gessica Gusi - Renato Zero
- 1999: Paolo Bonolis - Riccardo Cocciante
- 2000: Gerry Scotti - Alessia Mancini - Gianni Morandi
- 2001: Gerry Scotti
- 2002: Paola Barale - Max Novaresi
- 2003: Paola Barale - Max Pisu

## Elenco parziale canzoni partecipanti
| Vedi Un disco per l'estate 1964 Vedi Un disco per l'estate 1965 Vedi Un disco per l'estate 1966 Vedi Un disco per l'estate 1967 Vedi Un disco per l'estate 1968 Vedi Un disco per l'estate 1969 Vedi Un disco per l'estate 1970 Vedi Un disco per l'estate 1971 Vedi Un disco per l'estate 1972 Vedi Un disco per l'estate 1973 Vedi Un disco per l'estate 1974 Vedi Un disco per l'estate 1975 Saint Vincent Estate 1976 - Vedi Un disco per l'estate 1976 Saint Vincent Estate 1977 - Vedi Un disco per l'estate 1977 Saint Vincent Estate 1978 - Vedi Un disco per l'estate 1978 Saint Vincent Estate 1979 - Vedi Un disco per l'estate 1979 Saint Vincent Estate 1980 - Vedi Un disco per l'estate 1980 Saint Vincent Estate 1981 - Vedi Un disco per l'estate 1981 Saint Vincent Estate 1982 - Vedi Un disco per l'estate 1982 Saint Vincent Estate 1983 - Vedi Un disco per l'estate 1983 - - Anna Andrea: Il cuore - Luca Barbarossa: Colore - Marcella: Nel mio cielo puro - Fred Bongusto: Viva la tua musica - Ivan Cattaneo: Quando tramonta il sol - Christian: Se te ne vai - Fabio Concato: Fiore di maggio - Silvia Conti: Favola triste - Cinzia Corrado: E sorridi - Mara Cubeddu: Times Up - Alex Damiani: Per questo amore - Fiordaliso: Libellula - Sandro Giacobbe: Portami a ballare - Marisa Interligi: La luna - Roberto Kunstler: Danzando con la notte e col vento - Mango: Oro - Fiorella Mannoia: Ogni volta che vedo il mare - Miani: Stella tra noi - Manuele Pepe: Volerei - Ricchi e Poveri: Hasta la vista - Stefano Sani: Notte amarena - Beatrice Urbinati: Calda estate - Viola Valentino: Verso sud - Diego Vilar: Angeli di strada - Iva Zanicchi: Quando arriverà - Lanfranco Carnacina: Con te - - Marcella e Gianni Bella: L'ultima poesia - Nino Buonocore: Io mi inventerò - Drupi: Un vero amore - Fiordaliso: Sola no - Sandro Giacobbe: Come va - Mango: Australia - Mia Martini: Spaccami il cuore - Donatella Milani: Vorrei farti capire - Amedeo Minghi: La musica - Gloria Nuti: Le donne italiane - Donatella Rettore: Femme fatale - Stefano Rosso: Dove vanno i ragazzi - Franco Simone: Gli uomini - Viola Valentino: Addio amor - Roberta Voltolini: Forza - Laura Valente: Le isole nella corrente - Toto Cutugno: Mi piacerebbe... Gara tra i giovani: - - 1. Lena Biolcati: Io donna anch'io 130 punti - 2. Eugenio Bennato: Sole sole 105 - 3. Garbo: Il fiume 95 - 4. Stefano Sani: Delicatamente due 50 - 5. Kim & The Cadillacs: Take your time 40 - 6. Flavia Fortunato: Nuovo amore mio 35 - 7. Andrea Mingardi: Ti troverò 30 - 8. Gaznevada: Sexsister 15 Ospiti italiani: - - Mango - Marcella: La verità e Strana idea, strana follia - Fred Bongusto - Ivan Graziani - Fiorella Mannoia - Ricchi e Poveri - Toto Cutugno: Buonanotte - Fabio Concato - Renato Zero - Nada - Eros Ramazzotti - Red Canzian - Alberto Fortis - Anna Oxa - Gianni Morandi (unico che non ha cantato in playback) Ospiti stranieri: - - Amii Stewart - Pet Shop Boys - Hipsway - Cock Robin - Miguel Bosé - Blow Monkeys - - Nino Buonocore: Se io fossi in te - Toto Cutugno: Mediterraneo, Napoli - Grazia Di Michele: Sha la la - Eugenio Finardi: Dolce Italia - Fiordaliso: Il canto dell'estate - Alberto Fortis: Qui la luna - Mango: Bella d'estate - Ricchi e Poveri: Cocco bello Africa - Giuni Russo e Donatella Rettore: Adrenalina - Gianni Togni: Sono con te - Dori Ghezzi: Velluti e carte vetrate - GIOVANI: Jo Chiarello, Lijao, Claudio Patti, Aleandro Baldi, Marcello Pieri, Miani | - - Aida: Mia mamma - Gianni Bella: Due cuori rossi di vergogna - Nino Buonocore: Con l'acqua alla gola - Sergio Caputo: Non bevo più tequila - Mike Francis - Raf: Svegliarsi un anno fa - Stefano Ruffini: Mary Maria - Scialpi: Pregherei - Spagna: Every girl and boy - Michele Zarrillo: Dovrei pentirmi - Fiorella Mannoia: Il tempo non torna più - Franco Battiato: Fisiognomica - GIOVANI: Jo Chiarello, Stefano Ruffini, Sergio Laccone, Laura Valente, Anna Bussotti, Paola Turci - - Santandrea: Un'arancia (wonderful time) (canzone vincitrice) - Alessandro Bono: Di solo amore - Lijao: Com'è grande la città - Massimo Priviero: San Valentino - Antonello Venditti: Mitico amore - - Enrico Ruggeri: Ti avrò - Luca Barbarossa: Al di là del muro - Paolo Vallesi: Ritornare a vivere - Eros Ramazzotti e Antonella Bucci: Amarti è l'immenso per me - Fiordaliso: Cosa ti farei - Fiorella Mannoia: - Fabio Concato: - Massimo Lopez: - Marisa Laurito: - Toto Cutugno: - Ladri di Biciclette: - Francesco Baccini: - Tazenda: - - Pierangelo Bertoli: Fantasmi - Nino Buonocore: Il mandorlo - Mimmo Cavallo: Le donne che amano troppo - Edoardo De Angelis e Paola Turci: Lettera per te - Eugenio Finardi: Nell'acqua - Riccardo Fogli: Voglio le tue mani - Scarlett: Coprimi - Scialpi: Boom boom - Fiordaliso: Dimmelo tu perché - Alan Sorrenti: Vola - Formula 3: Come un'onda del mare - - Ava & Stone: All aboard - B-nario: Battisti - Blur: Girls & Boys - Cappella: Move on baby - Caterina: Favola semplice - Cattivi Pensieri: Non mi piace - Corona: The Rhythm of the Night - D-Ream: Things can only get better - Des'ree: You gotta be - Elio e le storie tese: Nessuno allo stadio - Enzo Jannacci: Occhi di soldato - Filippo Malatesta: Non voglio sentire niente - Gino Paoli: Gorilla al sole - Glam con Pete Burns: Sex Drive - Ice Mc feat.Alexia: Think about the way - Jam & Spoon: Right in the Night - Jon Secada: If you go - Jovanotti: Serenata rap - Mauro Pilato & Max Monti: Gam Gam - Mo-Do: Eins, zwei, Polizei - Molella: Change - Nikki e 883: L'ultimo bicchiere - Otierre: Quando meno te l'aspetti - Paolo Vallesi: Non mi tradire - Pet Shop Boys: Go West e Liberation - Politburo: Jerico - Roxette: Sleeping in my car - Seal: Prayer for the dying - Umberto Tozzi: Io muoio di te - Vernice: Quando tramonta il sole - Worlds Apart: Could it be I'm falling in love - - Articolo 31: Ohi Maria - Mauro Repetto: Baciami qui - Samuele Bersani: Spaccacuore - Riccardo Fogli: Monica - Pooh: Buonanotte ai suonatori - Scialpi: Che per amore fai - Pamela Petrarolo: Luglio e Sei diventata nera - Mauro Pilato & Max Monti (Gam Gam) - Clap Clap - - Aleandro Baldi: Tu sei me - Barbara Cola: Vita I Love You - Massimo Di Cataldo: Con il cuore - Anna Oxa: Spot - Marina Rei: Pazza di te - Gerardina Trovato: Piccoli già grandi - Paola Turci: La felicità - Michele Zarrillo: Non arriveranno i nostri Giovani - - Gemini: Sento che ci sei - Fabrizio Casalino: Come un angelo - Francesca Chiara: L'onda - Emy: Il tuo odore - Niccolò Fabi: Il giardiniere - Kaìgo: Get Down - Carlo Faiello: Parla in italiano - Enrico Sognato: L'amore versa - Giuliodorme: Goodbye - Taglia 42: Regolare - Statuto: Non finirà - Stefano D'Orazio - Non ci prenderanno - Giulia: È un'onda - Edoardo Agnelli - Sospetto d'amore imprevedibile - TreinPunto: Al primo mare che c'è - Susy Wender: Nella mente - Mambassa: Tracce - Quartiere Latino: Non è giusto - Giallo Cromo: Ci vorrebbe Totò - Space One: Hey Deejay...(schiaccia Play) - Angelina: Senza Controllo - Rossella Marcone e Ike Therry: Qui io e te Big - - Nek: Sei grande - 883: La regola dell'amico - Ambra: Ritmo Vitale - Paola & Chiara: Bella - Silvia Salemi: Stai con me stanotte - Spagna: Dov'eri - Gianni Togni: Ho bisogno di parlare - Paola Turci: Sai che è un attimo - Marina Rei: Primavera - Ragazzi Italiani: Non finire mai - - Alex Baroni: Onde - Loredana Bertè: Portami con te - 883: Io ci sarò - Massimo Di Cataldo: Senza di te - Mietta: Angeli noi - Annalisa Minetti: Mi spengo senza te - Gatto Panceri: Stellina - Spagna: Lay da da - Paola Turci: Fammi battere il cuore - Sfinx: Summertime - Ragazzi Italiani: Chiamandoamando - - Leda Battisti: Solo il cielo lo sa - Daniele Groff: Lamerica - Mariella Nava: Come mi vuoi - Gatto Panceri: Anello di fumo - Paolo Vallesi: L'amore è un fiore - - Paola & Chiara: Vamos a bailar - Spagna: Mi amor - Paola Turci: Questione di sguardi - Niccolò Fabi: Se fossi Marco Sezione Giovani - - Carlotta: Frena (finalista 1° serata, vincitrice) - Mariadele: So ancora di te (finalista 1° serata) - Stragà: L'astronauta (eliminato 2° serata) - I Quattrocentocolpi: Se puoi uscire una domenica (eliminati 1° serata) Big - Ivana Spagna - Quella carezza della sera - Luca Barbarossa - Viaggio di ritorno - Carlotta - Caresse toi - Gigi D'Alessio - Il cammino dell'età - Massimo Di Cataldo - Il mio tempo - Matia Bazar - Dolce canto - Michele Zarrillo - Cercandoti Giovani - David - Ci vuole c. - Diciannove - Storia d'amore - Paolo Meneguzzi - Mi sei mancata Big - Nomadi - La vita che seduce - Pooh - Musical Pinocchio - Matia Bazar - Messaggio d'amore - Valeria Rossi - Pensavo a te - Neri per Caso - Amore psicologico - Massimo Di Cataldo - Come il mare - Umberto Tozzi - E non volo - Mariella Nava - Felicitad - Marcella - Fa chic Giovani - Cenere - Federico Stragà - Il coccodrillo vegetariano - Simone Patrizi - L'onda - Martha - Danza delle ore - Veruska - Fool time - David Big Giovani - - B-nario: Meglio da soli - Tiziano Lugli: Per l'eternità - Enrico Boccadoro: Niente fa paura - Roberto Giglio: Cento cose - Zurawski: Un giorno normale - Stefano Galafate Orlandi: - Renato Belluccio: Stella marina - 360 Gradi feat. Fiorello: E poi non ti ho vista più - Dario Camiglieri: Supersexy - Helena Hellwig: Il mio uomo per sempre |